# ماتيوس مينيزيس
ماتيوس مينيزيس هو لاعب كرة قدم برازيلي في مركز الدفاع، ولد في 12 يناير 1991 في غويانيا في البرازيل. لعب مع بوتافوغو ريغاتاس.

## وصلات خارجية
- ماتيوس مينيزيس على موقع قاعدة بيانات كرة القدم.إي يو (الإنجليزية)
- ماتيوس مينيزيس على موقع Soccerway.com (الإنجليزية)